# Еліс Блек
Еліс Блек, уроджена Леслі Еліс Робертсон (англ. Leslie Alyse Robertson; нар. Сієтл, Вашингтон, США) — американська інді-поп-співачка, авторка-виконавиця та піаністка. На її пісні найбільше вплинули роботи Fiona Apple, Регіни Спектор та Нори Джонс. У 2007 випустила свій дебютний студійний альбом «Too Much & Too Lovely». Її пісня «Stood for Stand for» із альбому «Too Much & Too Lovely» виграла нагороду Billboard's 2007 World Song Contest in the Jazz.
Найостанніший альбом Блек, «Alyse Black», вийшов у 2017.

## Музичний вплив
На Блек найбільше вплинули роботи таких виконавців, як Ніна Сімон, Торі Еймос, Біллі Голідей, Нора Джонс, Fiona Apple, Єва Кессіді, Сара Маклахлан, Ani DiFranco, Portishead, Бйорк, Том Вейтс, Едіт Піаф, Jude, Mazzy Star, The Cranberries, Poe, The Beatles, Сара Вон, Led Zeppelin.

## Дискографія

### Студійні альбоми
- 2007 Too Much & Too Lovely
- 2009 Hold Onto This
- 2011 The Honesty EP
- 2012 A Little Line of Kisses (із гуртом 'Night, Sweet Pea)
- 2015 You Belong To Me (EP)[3]
- 2017 Alyse Black[2]

### Концертні альбоми
- 2011 The Triple Door Sessions LIVE